# Live-Evil (album de Miles Davis)
Pour les articles homonymes, voir Live Evil.
Albums de Miles Davis
Bitches Brew
(1970) A Tribute to Jack Johnson
(1971)
Live-Evil est un album jazz fusion de Miles Davis, enregistré en public au The Cellar Door (en) le 19 décembre 1970, et aux studios Columbia le 6 février et les 3 et 4 juin 1970 et sorti le 17 novembre 1971. Le producteur Teo Macero a ensuite édité et reconstitué en studio certaines parties de l'album venant de la musique du concert à the Cellar Door en 1970. Elles ont été interprétées comme des jams longues, denses  dans le style jazz-rock, tandis que les enregistrements en studio consistaient principalement en des interprétations de compositions de Hermeto Pascoal. L'album est initialement sorti le 17 novembre 1971.

## Historique
Un certain nombre de musiciens de jazz célèbres figurent sur l'album, notamment Keith Jarrett et Jack DeJohnette. L'un des musiciens clés de l'album, John McLaughlin, n'était pas un membre régulier du groupe de Miles Davis au moment de l'enregistrement. Davis a appelé McLaughlin à la dernière minute pour qu'il rejoigne le groupe pour la dernière des quatre nuits où ils ont enregistré en direct au Cellar Door, car Davis était « à la recherche d'un élément qu'il n'avait pas tout à fait fixé » au cours des nuits précédentes.
Davis avait initialement prévu que l'album soit un successeur spirituel de Bitches Brew, mais cette idée fut abandonnée lorsqu'il devint évident que Live-Evil était « quelque chose de complètement différent. »

## La pochette de l'album
La pochette de l'album a été illustrée par l'artiste Mati Klarwein. Klarwein avait peint la pochette avant indépendamment de Davis, mais la pochette arrière a été peinte à la suite d'une suggestion de Davis :
"Je faisais l'image de la femme enceinte pour la pochette et le jour où j'ai terminé, Miles m'a appelé et m'a dit : "Je veux une image de la vie d'un côté et du mal de l'autre". Et tout ce qu'il a mentionné, c'est un crapaud. À côté de moi, il y avait un exemplaire de Time Magazine qui avait pour couverture J. Edgar Hoover, et il ressemblait à un crapaud. J'ai dit à Miles que j'avais trouvé le crapaud."
Les pressages de l'album dans les clubs de disques avaient simplement le titre de l'album imprimé sur une couverture noire.

## Réception par la critique
L'album Live-Evil a été publié par Columbia Records en 1971 et a été acclamé par la critique. Dans une critique contemporaine pour Rolling Stone, Robert Palmer a déclaré que " cela ressemble à ce que Miles avait en tête lorsqu'il s'est mis à la musique électrique, aux structures plus libres et aux rythmes rock ". Il a qualifié les enregistrements plus courts, semblables à des ballades, de "choses d'une grande beauté", dépourvues de solos mais pleines de "lignes stupéfiantes et douces-amères", tout en faisant l'éloge des solos de chaque membre du groupe lors des jams en direct : "Tout le monde joue à fond, il n'y a pas de maillon faible, et il n'y a pas de congestion à proprement parler. Miles réagit à cette situation heureuse en jouant aussi comme un fou". Le critique Red Scott de Black World a remarqué que toutes les morceaux de Live-Evil "fusionnent en un complément parfait de musiciens qui se transmettent des humeurs". Pete Welding de Down Beat a été moins enthousiaste dans une critique de deux étoiles et demie, trouvant les enregistrements en direct caractérisés par "de longues étendues ennuyeuses de piétinement alternant avec des moments de force et d'inspiration" .
Le magazine John Corbett a plus tard qualifié Live-Evil de "collage électrique remarquablement créatif", tandis que Erik Davis de Spin a trouvé la musique "cinétique" et a décrit le jeu de McLaughlin comme "Hindu heavy-metal fretwork". Ryan Schreiber du site Pitchfork  pensait que c'était "facilement le plus accessible des sorties électriques [sic] de la fin des années 70 de Miles Davis", décrivant sa musique comme "à la fois sexuellement vaporeuse et déstabilisante". Il a déclaré que les enregistrements en direct "vont de l'action-funk des bagarres de bar à la magie sensuelle du jazz de chambre, créant deux heures d'excentricité chargée que vous n'oublierez jamais". Robert Christgau a déclaré qu'en dehors des méandres de Inamorata, les "longs morceaux sont généralement fascinants et souvent excitants", y compris Funky Tonk, qu'il a qualifié d'"exploration rythmique la plus convaincante de Davis à ce jour". Il estime que les morceaux plus courts ressemblent à des expérimentations "impressionnistes  ", tandis que Selim et Nem Um Talvez renvoient de manière appropriée " à la fin des années 50 ". Edwin C. Faust de Stylus Magazine a qualifié Live-Evil de "l'un des albums les plus funky jamais enregistrés" tout en estimant que les morceaux courts "sombres" étaient "des exemples obsédants de pureté musicale - Miles enrichissant nos oreilles de mélodies évocatrices (son travail sur Sketches of Spain me vient à l'esprit) tandis que la basse s'insinue prudemment, qu'un orgue ronronne de manière tendue, et que des sifflets/vocaux humains flottent de manière prémonitoire comme des fantômes nostalgiques".

## Titres
Disque 1:
1. Sivad - 15:15 (Live, 19/12/1970)
2. Little Church - 3:17 (Studio, 4/6/1970)
3. Medley - 5:55 (Studio, 6/2/1970)
4. What I Say - 21:10 (Live, 19/12/1970)
5. Nem Um Talvez - 4:02 (Studio, 3/6/1970)

Disque 2:
1. Selim - 2:17 (Studio, 3/6/1970)
2. Funky Tonk - 23:25 (Live, 19/12/1970)
3. Inamorata And Narration By Conrad Roberts - 26:31 (Live, 19/12/1970)

## Musiciens

### 6 février 1970
- Miles Davis : trompette
- Wayne Shorter : saxophone soprano
- Joe Zawinul : piano électrique (gauche)
- Chick Corea : piano électrique (droite)
- John McLaughlin : guitare
- Dave Holland : basse
- Jack DeJohnette : batterie
- Airto Moreira : percussion

### 3 et 4 juin 1970
- Miles Davis : trompette
- Herbie Hancock : orgue
- Dave Holland : basse
- Hermeto Pascoal : sifflement

### 19 décembre 1970
- Miles Davis : trompette
- Gary Bartz : Saxophone
- John McLaughlin : guitare
- Keith Jarrett : synthétiseur
- Michael Henderson : basse
- Jack DeJohnette : batterie
- Airto Moreira : percussions